# Idioscopus irenae
Idioscopus irenae är en insektsart som beskrevs av Chandrasekhara A. Viraktamath 1980. Idioscopus irenae ingår i släktet Idioscopus och familjen dvärgstritar. Inga underarter finns listade i Catalogue of Life.